# Max Ferdinand Perutz

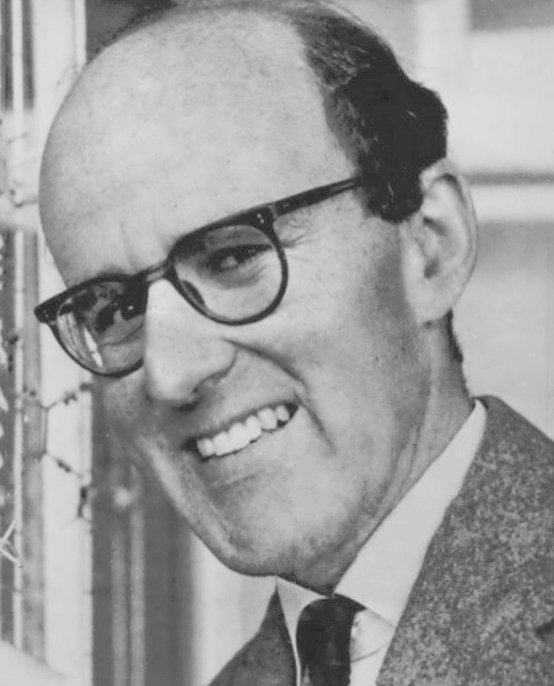
Max Perutz (1962)

Max Ferdinand Perutz (* 19. Mai 1914 in Wien, Österreich-Ungarn; † 6. Februar 2002 in Cambridge) war ein österreichisch-britischer Chemiker. Er erhielt 1962 den Nobelpreis für Chemie.

## Leben
Die Eltern von Max Perutz waren Adele („Dely“, geb. Goldschmidt) und Hugo Perutz. Beide Eltern entstammten wohlhabenden Textilfabrikantenfamilien aus dem assimilierten Judentum, der Sohn wurde jedoch in der römisch-katholischen Konfession erzogen.  Nach dem Besuch des Theresianums in Wien begann er ab 1932 ein Studium an der Universität Wien. Dort wurde sein Interesse an der Biochemie vor allem durch Kurse bei Friedrich Wessely geweckt. Nachdem er 1936 seinen ersten Universitätsabschluss in Wien gemacht hatte, ging er nach England und trat dort am Cavendish-Laboratory der University of Cambridge als Forschungsassistent einer Kristallographieforschungsgruppe unter John Desmond Bernal bei. Unter der Betreuung William Lawrence Braggs machte er seinen Ph.D. In Cambridge begann er auch am Hämoglobin zu forschen, das für den Transport des Sauerstoffs im Blut verantwortlich ist und ihn den größten Teil seiner Forscherkarriere beschäftigen sollte.
Nach dem Anschluss Österreichs an NS-Deutschland 1938 wurde Perutz wegen seiner jüdischen Herkunft des Landes verwiesen. Als der Zweite Weltkrieg ausbrach, wurde Perutz zusammen mit anderen Personen deutscher oder österreichischer Herkunft von England nach Kanada abgeschoben, als ein Beitrag des Landes, die Kriegslasten im Commonwealth mitzutragen. Als die Lagerbedingungen in Kanada sich besserten, zuerst waren faschistische Kriegsgefangene und Flüchtlinge gemeinsam untergebracht gewesen, dann wurden sie nach lauten Protesten getrennt, wirkte Perutz als ein Lagerlehrer der Flüchtlinge, wie viele andere Insassen mit intellektuellem oder handwerklichem Hintergrund auch.
Während des Krieges arbeitete er am Projekt Habbakuk. Bei diesem Forschungsprojekt ging es darum, mitten im Atlantik eine Flugzeugplattform zu errichten, auf der Flugzeuge versorgt und aufgetankt werden könnten. Zu diesem Zweck untersuchte er die gerade erst entdeckte Substanz Pykrete, eine Mischung aus Eis und Holzfasern. Dazu führte er auch im Frühstadium Versuche mit Pykrete unter dem Smithfield Meat Market in London durch. Perutz war für dieses Forschungsprojekt ausgewählt worden, da er vor dem Krieg auf dem Gebiet der Veränderungen von Kristallanordnungen in den Schichten von Gletschereis geforscht hatte. Nach dem Krieg kehrte er auch kurz wieder zur Glaziologie zurück und demonstrierte dabei unter anderem, wie Gletscher fließen.
1947 gründete er als Professor in Cambridge das Laboratory of Molecular Biology (LMB) des Medical Research Councils, das er bis 1979 leitete. Dort arbeiteten Francis Crick, Hugh Huxley, James Watson, Sydney Brenner, Fred Sanger und Aaron Klug. Mit Perutz als Leiter wurde das Institut zur Geburtsstätte der Molekularbiologie, aus der fünfzehn Nobelpreisträger hervorgingen. In Cambridge wurde er auch zu einem Mitglied des Peterhouse, wo er 1962 zum Honorary Fellow ernannt wurde. Er kümmerte sich dabei sehr um die neuen Mitglieder und war auch ein regelmäßiger und beliebter Sprecher des Kelvin Club, der wissenschaftlichen Gesellschaft des Colleges.
1953 zeigte Perutz, dass man die Beugung von Röntgenstrahlen an Proteinkristallen, die wechselweise mit schweren Atomen versetzt bzw. nicht versetzt wurden, nutzen konnte, um die Struktur der Kristalle aufzuklären (Lösung des Phasenproblems). 1958 gelang damit John Cowdery Kendrew mit anderen die Aufklärung der ersten Proteinstruktur, der des Myoglobins. Im Jahr 1959 benutzte Max Perutz diese Technik, um die Struktur des Proteins Hämoglobin aufzuklären. Für diese Arbeiten wurde ihm 1962 zusammen mit John Cowdery Kendrew der Nobelpreis für Chemie verliehen. Heutzutage werden jährlich mehrere tausend Molekülstrukturen von Proteinen durch Röntgenkristallographie bestimmt.
Nach 1959 fuhren Perutz und seine Kollegen fort, die Struktur von Oxy- und Desoxy-Hämoglobin bei hoher Auflösung zu bestimmen. Als Ergebnis war er in den 1970ern schließlich in der Lage, die genaue Funktionsweise des Hämoglobins erklären zu können: wie es zwischen der oxidierten und der nichtoxidierten Form hin- und herwechselt und dabei die Aufnahme von Sauerstoff bzw. dessen Abgabe in Muskeln und Organen regelt. Weitere Arbeiten über die nächsten beiden Dekaden verfeinerten und bekräftigten Perutz’ Forschungsergebnisse zur Funktionsweise des Hämoglobins. Zusätzlich studierte Perutz auch die Strukturveränderungen des Hämoglobins bei vielen Hämoglobin-Krankheiten und wie dies die Sauerstoffbindung beeinträchtigte. Er hoffte dabei dieses Molekül als Medikamentenrezeptor einsetzen zu können, um so die Krankheitsfolgen der Sichelzellenanämie bremsen oder sogar heilen zu können. Ein weiterer seiner Forschungsbereiche war die Unterschiedlichkeit der Hämoglobinstrukturen verschiedener Spezies, um sich an unterschiedliche Lebensräume und Verhaltensmuster anzupassen. In seinen letzten Lebensjahren beschäftigte sich Perutz mit der Veränderung von Proteinstrukturen, wie sie durch Huntington und andere neurodegenerative Krankheiten hervorgerufen wurden. Dabei zeigte er, dass die Huntington-Krankheit mit der Anzahl der Glutamin-Wiederholungen zusammenhängt, da diese sich zu Formen vereinigt, die er einen ‚entgegengesetzten Reißverschluss‘ (englisch polar zipper) nannte.
Perutz starb 2002 an einem Merkelzellkarzinom, einer seltenen Hautkrebserkrankung. Bis zuletzt arbeitete er an einem wissenschaftlichen Projekt, das er wenige Jahre zuvor begonnen hatte und das ein atomares Modell von Amyloid-Fasern zum Thema hatte. Das vorläufige Endergebnis seiner Untersuchungen wurde posthum im April 2002 veröffentlicht.
In Wien tragen am Campus Vienna Biocenter sowohl die fachspezifische Bibliothek als auch die Max Perutz Labs Vienna, ein Joint Venture der Universität Wien und der Medizinischen Universität Wien, seinen Namen. Gleiches gilt für den Perutz-Gletscher in der Antarktis.

## Der Autor
In seinen späteren Jahren war Perutz ein regelmäßiger Reviewer/Essayist für The New York Review of Books in biochemischen Themen. Viele dieser Essays wurden 1998 zusammengefasst in seinem Buch I wish I had made you angry earlier. Perutz’ schriftstellerische Ambitionen waren in seiner Kindheit von Leo Perutz, einem bekannten Schriftsteller und Cousin seines Vaters, kritisiert worden, der dem Jungen beschied, dass er nie zum Schriftsteller taugen würde. Eine unberechtigte Feststellung, wie man anhand der bemerkenswerten Briefe, die Perutz als Minderjähriger verfasste, feststellen kann. Diese Briefe sind zusammengefasst im Buch What a Time I Am Having: Selected Letters of Max Perutz. Max Perutz war auch entzückt darüber, dass er 1997 für seine wissenschaftlichen Schriften den Lewis Thomas Prize erhielt.

## Sonstiges
Bei einer Vorlesung über Living Molecules im Jahr 1994 in Cambridge griff Perutz auch die Theorien der Philosophen Karl Popper und Thomas S. Kuhn sowie des Biologen Richard Dawkins an. Er kritisierte Poppers Ansicht, dass wissenschaftlicher Fortschritt durch eine Abfolge von Hypothesenerstellung und -widerlegung stattfinde, indem er erklärte, dass Hypothesen nicht notwendigerweise Basis wissenschaftlicher Forschung sein müssten und zumindest in der Molekularbiologie sie nicht notwendigerweise Gegenstand von Änderungen sein müssten. Kuhns Ansicht wiederum, dass wissenschaftlicher Fortschritt in Paradigmenwechseln stattfinde, die durch sozialen und kulturellen Druck ausgelöst würden, war für Perutz eine unfaire Darstellung der modernen Wissenschaft.
Seine Kritik weitete er dabei auch auf Wissenschaftler aus, welche Religionen kritisierten, speziell Richard Dawkins. Äußerungen, welche religiösen Glauben verletzten, waren für Perutz taktlos und beschädigten einfach nur das Ansehen der Wissenschaft. Er schlussfolgerte: „Selbst wenn wir nicht an Gott glauben, so sollten wir doch versuchen, so zu leben, als würden wir es tun.“
In den Tagen nach den Anschlägen vom 11. September 2001 schrieb Perutz dem britischen Premier Tony Blair und appellierte an ihn, nicht mit militärischen Mitteln zu antworten: „Ich bin alarmiert durch die amerikanischen Rufe nach Vergeltung und besorgt, dass Präsident Bushs Rache zum Tod tausender unschuldiger Menschen führen und uns in eine Welt aus eskalierendem Terror und Gegenterror stürzen wird. Ich hoffe, dass Sie ihren mäßigenden Einfluss dazu nutzen können, dass dies nicht passiert.“

## Privates
Max Perutz heiratete 1942 Gisela Peiser. Aus dieser Ehe gingen zwei Kinder hervor: Vivien (* 1944), eine Kunsthistorikerin, und Robin (* 1949), ein Professor für Chemie an der University of York.

## Auszeichnungen
- 1954: Mitglied der Royal Society
- 1962: Nobelpreis für Chemie, gemeinsam mit John Cowdery Kendrew
- 1963: Commander of the Order of the British Empire
- 1963: Mitglied der American Academy of Arts and Sciences
- 1964: Mitglied der Deutschen Akademie der Naturforscher Leopoldina[7]
- 1965: Ehrendoktor der Universität Wien
- 1967: Österreichisches Ehrenzeichen für Wissenschaft und Kunst
- 1967: Wilhelm-Exner-Medaille
- 1968: Mitglied der American Philosophical Society
- 1970: Mitglied der National Academy of Sciences
- 1971: Royal Medal der Royal Society
- 1972: Ehrendoktor der Universität Salzburg
- 1975: Companion of Honour
- 1976: Ehrenmitglied (Honorary Fellow) der Royal Society of Edinburgh
- 1976: Auswärtiges Mitglied der Académie des sciences
- 1979: Copley-Medaille
- 1983: Korrespondierendes Mitglied der Bayerischen Akademie der Wissenschaften
- 1985: Auswärtiges Mitglied der Akademie der Wissenschaften der DDR
- 1987: zusammen mit John Meurig Thomas Christmas Lectures (Crystals and Lasers).
- 1989: Mitglied des Order of Merit
- 1993: Otto-Warburg-Medaille
- 1997: Lewis Thomas Prize

## Hauptwerk
- Proteins and nucleic acids. 1962